# Семенец, Николай Иванович
Николай Иванович Семенец (1 марта 1924 — 30 июля 1988) — участник Великой Отечественной войны, машинист экскаватора Балаклавского рудоуправления имени М. Горького. Герой Социалистического Труда (1966).

## Биография
Родился 1 марта 1924 года в селе Березняки (Хорольский уезд, Лубенский округ, Полтавская губерния, ныне Хорольский район, Полтавская область, Украина). По национальности — украинец. В 1940 году окончил семилетнюю школу. После чего переехал Комсомольск-на-Амуре (Хабаровский край), где утроился работать на завод № 199 учеником у электрика, а вскоре стал электриком.
Был призван в Красную армию в августе 1942 года, в боях Великой Отечественной войны начал принимать участие с того же года. Начал воевать на Ленинградском фронте, а в ноябре 1944 года был переведён на 4-й Украинский фронт. Служил в должности командира миномётного расчёта в 276-м миномётном полку Резерва Верховного Главнокомандования. Принимал участие в обороне Ленинграда, Ленинградско-Новгородской операции, Прибалтийской операции, Западно-Карпатской операции, Моравско-Остравской наступательной операции и Пражской операции. В 1944 году вступил в ВКП(б).
19 апреля 1945 года в ходе проведения Моравско-Остравской наступательной операции при форсировании реки Опава и во время боев на плацдарме Николай Семенец находился во главе группы артиллерийской разведки направлен и был направлен на передний край, с целью обнаружения вражеских огневых точек. В это время враг перешёл в контратаку. В ходе отражения вражеской контратаки, Николай Семенец лично уничтожил 6 вражеских солдат и вынес из-под огня 3 раненых солдат. С 7 по 8 мая 1945 ода в ходе проведения Пражской операции во время штурма Оломоуца (ныне Оломоуцкий край, Чехия) Николай Семенец вынес из под огня 4 советских тяжелораненых солдат и оказал этим солдатам первую медицинскую помощь. Демобилизовался в 1946 году в звании старшего сержанта.
После демобилизации переехал Крымскую область, а в мае 1947 года утроился работать в Балаклавское рудоуправление имени М. Горького электриком, но потом по личной инициативе окончил курсы и начал работать в должности  машинистом экскаватора. За время работы в этой должности отлично освоил управление техникой и изучил её механизм, научился максимально использовать все возможности экватора с минимальной затратой времени на погрузку добытых флюсов. Так же занимался разработкой новых методов работы, которые были рекомендованы к применению во всём Советском Союзе. Благодаря этим факторам постоянно перевыполнял производственные задания.
22 марта 1966 года указом Президиума Верховного Совета СССР за выдающиеся успехи, которые были достигнуты в развитии чёрной металлургии Николаю Ивановичу Семенецу было присвоено звание Герой Социалистического Труда, с награждением медалью «Серп и Молот» и орденом Ленина.
В дальнейшем работал так же успешно. Со временем был назначен на должность машиниста-инструктора, а потом на должность инструктора производственного обучения. В декабре 1986 года ушёл на пенсию. Помимо того Николай Иванович Семенец занимался общественной деятельностью, был депутатом Крымского областного Советов депутатов трудящихся, депутатом Севастопольского городского Совета депутатов трудящихся, членом Севастопольского городского комитета КПСС и Балаклавского районного комитета КПСС.
Проживал в Севастополе, где и скончался 30 июля 1988 года. Был похоронен  на Аллее Героев кладбища «5-й километр» в (Севастополь).

Могила Семенца на кладбище «Кальфа» в Севастополе.

## Награды
Николай Иванович Семенец был награждён следующими наградами:
- Медаль «Серп и Молот» (22 марта 1966 — № 11084);
- Орден Ленина (22 марта 1966 — № 363144);
- Орден Отечественной войны 2-й степени (11 марта 1985)[2];
- Орден Трудового Красного Знамени (19 июля 1958);
- Орден Красной Звезды (20 июня 1945)[3];
- Медаль «За боевые заслуги» (1 октября 1943);
- Медаль «За оборону Ленинграда» (1943)[4];
- Медаль «За победу над Германией в Великой Отечественной войне 1941—1945 гг.»[5];
- ряд других медалей[каких?].